# 朱培滋
朱培滋（1988年7月19日—），為台灣女性新聞主播，現任三立新聞台主播。曾任三立iNEWS、華視新聞資訊台主播、氣象主播、鏡電視新聞台《鏡電視午間新聞》主播《少年新聞週記》主持人。

## 學歷
- 竹北高中畢業，在2022年時獲選為竹北高中傑出校友。
- 輔仁大學新聞傳播學系，在校期間曾經擔任見習電台「輔大之聲」的幹部。
- 臺灣師範大學大眾傳播研究所碩士班。

## 經歷
- 華視新聞資訊台記者、氣象主播、主播。(2011.7-2021.10)
- 鏡電視新聞台《整點新聞》主播、《午間新聞》主播、《少年新聞週記》主持人（2022年5月8日－2023年6月21日）
- 三立iNEWS主播（2023年7月8日－2023年9月1日）
- 三立新聞台主播（2023年7月20日－至今）

## 外部連結
- 朱培滋的Facebook專頁
- 朱培滋的Instagram帳戶